# 羅賓·斯摩德斯
羅賓·斯摩德斯（荷蘭語：Robin Smeulders，1987年6月19日—），荷蘭籃球運動員，現在效力於德國球隊EWE Baskets Oldenburg。他也代表荷蘭國家男子籃球隊參賽。